# Breathing (singel)
Breathing – singel amerykańskiego zespołu Lifehouse, drugi singel z płyty No Name Face, wydany w roku 2001. Ostatni singel z tej płyty.

## Spis utworów
1. „Breathing” (Rock Remix) – 4:11 (Jason Wade)

Australian CD-Single
1. LP Radio Edit – 4:09
2. Radio Remix – 4:11